# Jarri
Jarri (również Jarra) – bóg wojny i zarazy z terenu Anatolii.
Początkowo jako bóstwo luwijskie czczony w południowej Anatolii, następnie jego kult uległ rozpowszechnieniu w imperium Hetytów.